# Цитра
Цитра (нім. Zither) — струнний щипковий інструмент у формі пласкої, спереду трохи зігнутої резонансної скриньки з круглим вирізом посередині. На її грифі з металевими поріжками натягнуто 5 металевих струн для виконання мелодії за допомогою плектра, який одягають на великий палець правої руки. Для виконання супроводу використовують від 24 до 40 шовкових струн, що вільно натягнуті над верхньою декою. Ноти для цитри записуються в скрипковому і басовому ключах на двох нотоносцях. Інструмент має ясний і приємний, але одноманітний, темброво однорідний звук. Отримала цитра найбільше поширення в Австрії та Німеччині. Популярна також серед народів Центральної та Північної Європи. Народний музичний інструмент Галичини та Закарпаття.

## Етимологія
Назва «цитра» в українській мові — запозичення з німецької, що в свою чергу було запозиченням з латини cithara від грецького κιθάρα — кіфара.

## Історія
Найдавніший відомий інструмент сімейства цитр, що зберігся, — це китайський гуцінь, безладовий інструмент, знайдений у гробниці маркіза Ї Цзена, датований 433 роком до н.е..
У Європі ранні цитри були більше схожі на сучасний дульцимер, маючи довгі, як правило, прямокутні звукові коробки, з однією або кількома мелодичними струнами та декількома дроновими струнами. Приклад таких інструментів — альпійський шайтгольт або шайтхольц — традиційний німецький струнний інструмент.
Отримала цитра найбільше поширення в Австрії та Німеччині в XVIII столітті. Популярна також серед народів Центральної та Північної Європи.
У 1838 році Ніколаус Вайгель з Мюнхена вирішив вдосконалити народний інструмент, додавши додаткові струни на корпусі, налаштувавши їх по квінтам, і обладнавши гриф хроматизованими порожками. Його ідеї, однак, не були широко прийняті до 1862 року, коли гітарний майстер Макс Амбергер з Мюнхена не виготовив нову цитру на основі дизайну Вайгеля. Інструмент отримав вигляд, близький до сучасної концертної цитри (нім. Konzertzither). Концертна цитра стала привертати увагу серйозних композиторів. Серед них — Йоганн Штраус (син), який дав цьому інструменту видатне соло в одному зі своїх найвідоміших вальсів «Казки Віденського лісу».
У сучасному значенні термін «цитра» відноситься до трьох конкретних інструментів: концертна цитра, її варіант альпійська цитра (кожна з яких використовує ладовий гриф) і акордова цитра (безладова).

## Побутування в Україні
Перша зафіксована згадка про музикантів, що зрають на цитрі в Україні знайдена у «Лексиконе словеноросском...» П. Беринди — в одному переліку з «гудцем» і «гарфистом» фігурує «цитариста», а в «Алфавите речей иностранных» (рукопис кінця XVII ст.) гуслі пояснюються як «гарфа», «цытра», що дає уяву про цитру як струнний щипковий інструмент.
Вже у XX столітті цитра вийшла з практичного використання, однак у середині XIX століття в Галичині цей негроміздкий, портативний і порівняно дешевий інструмент успішно заміняв у багатьох сім'ях фортепіано. У кінці XIX століття в Галичині виступав цитрист-соліст Євген Купчинський, композитор численних творів для цитри; деякі з них з'явилися друком у видавництві «Руський цитрист».

## Галерея

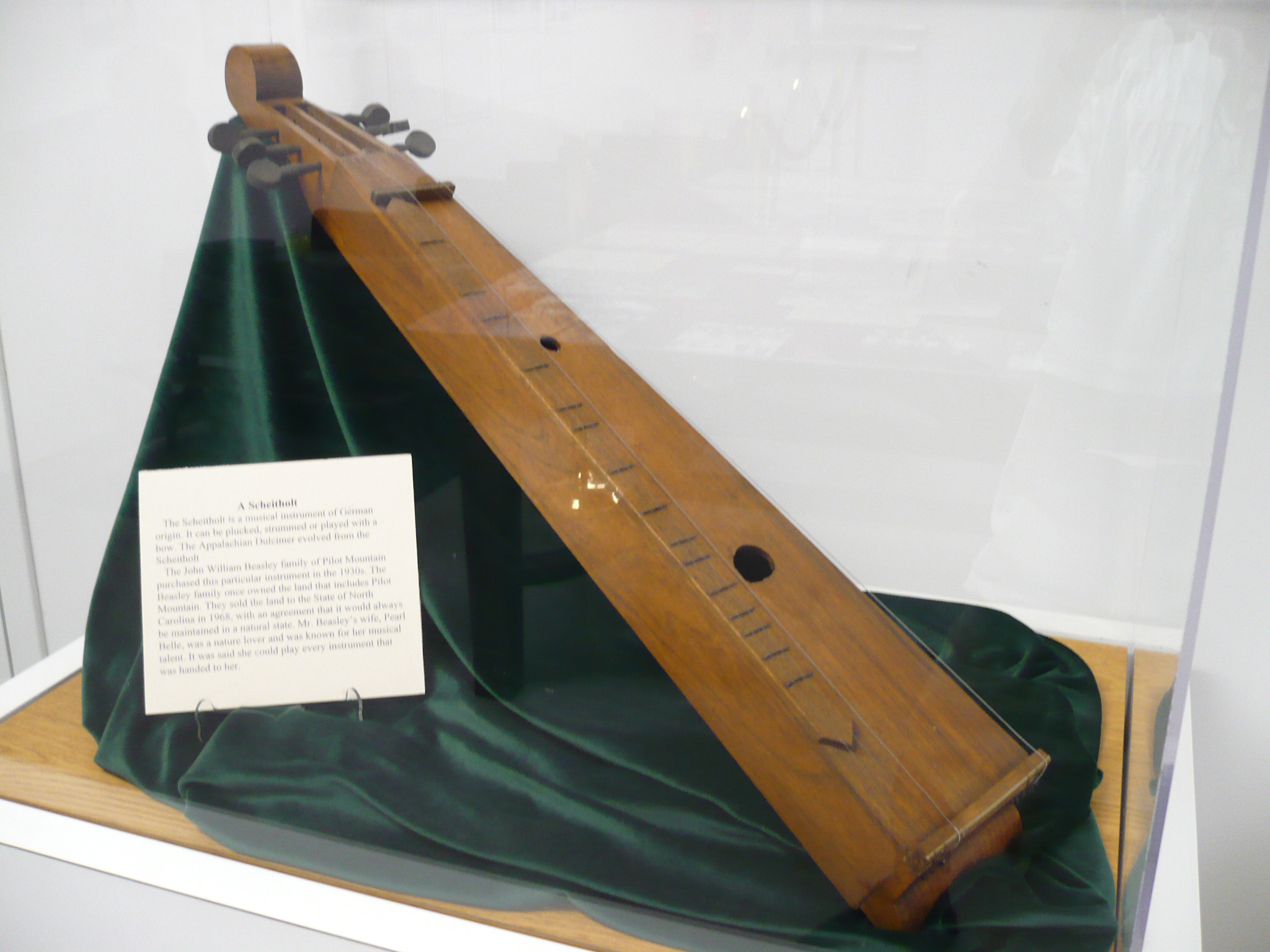
Шайтгольт
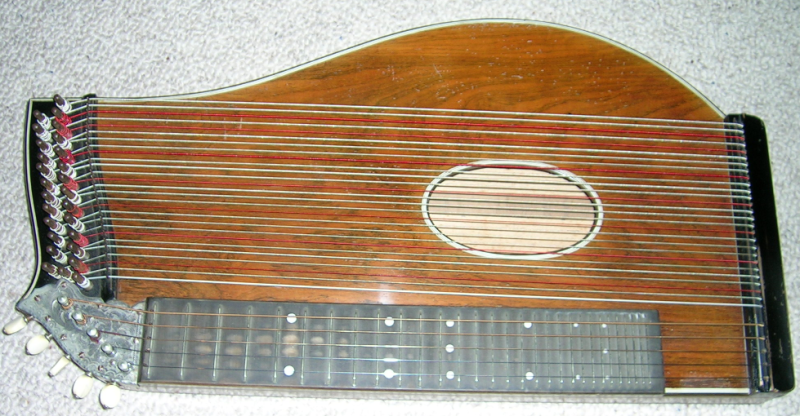
Концертна цитра
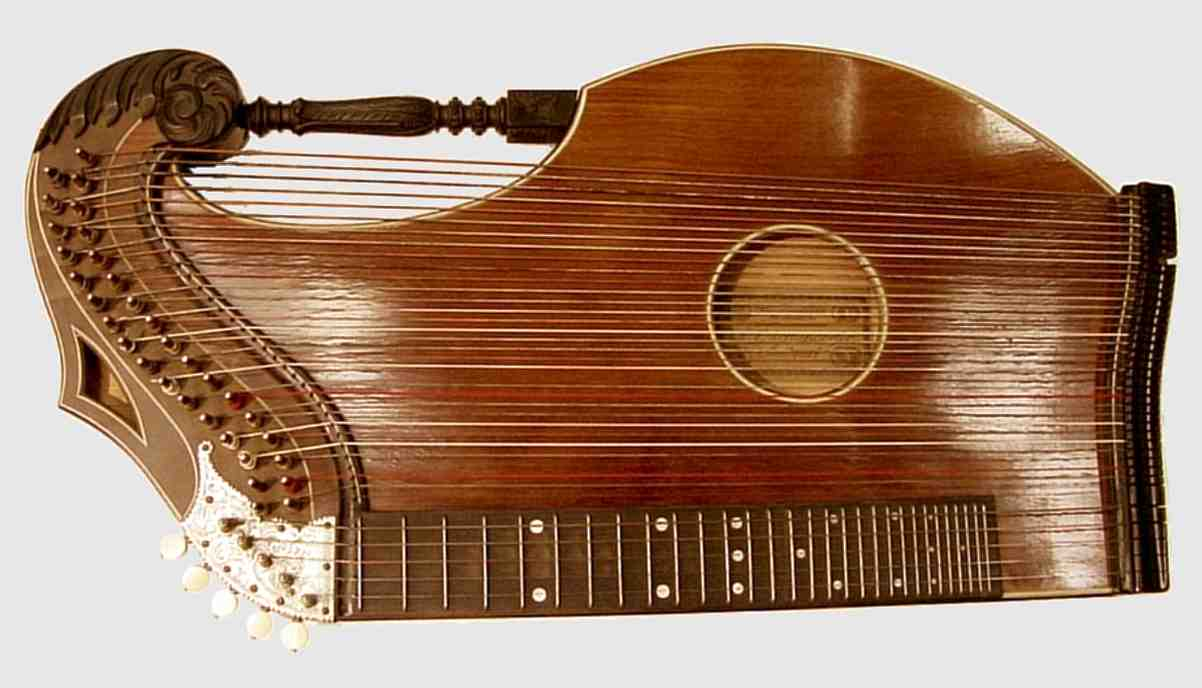
Альпійська цитра
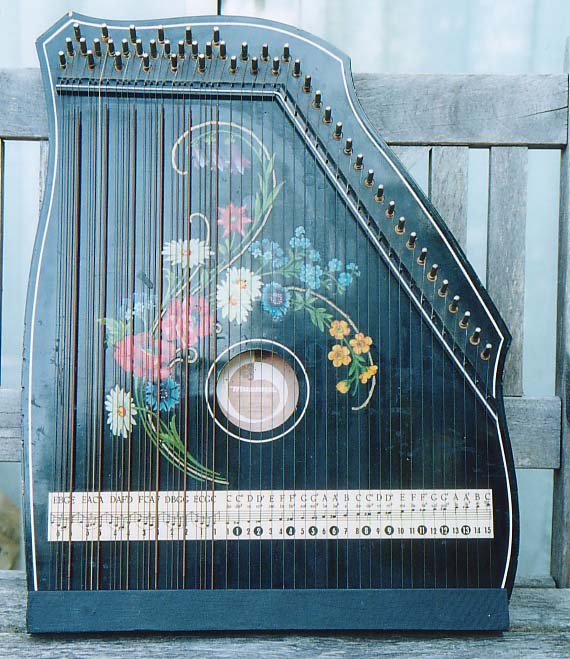
Акордова цитра фірми Musima
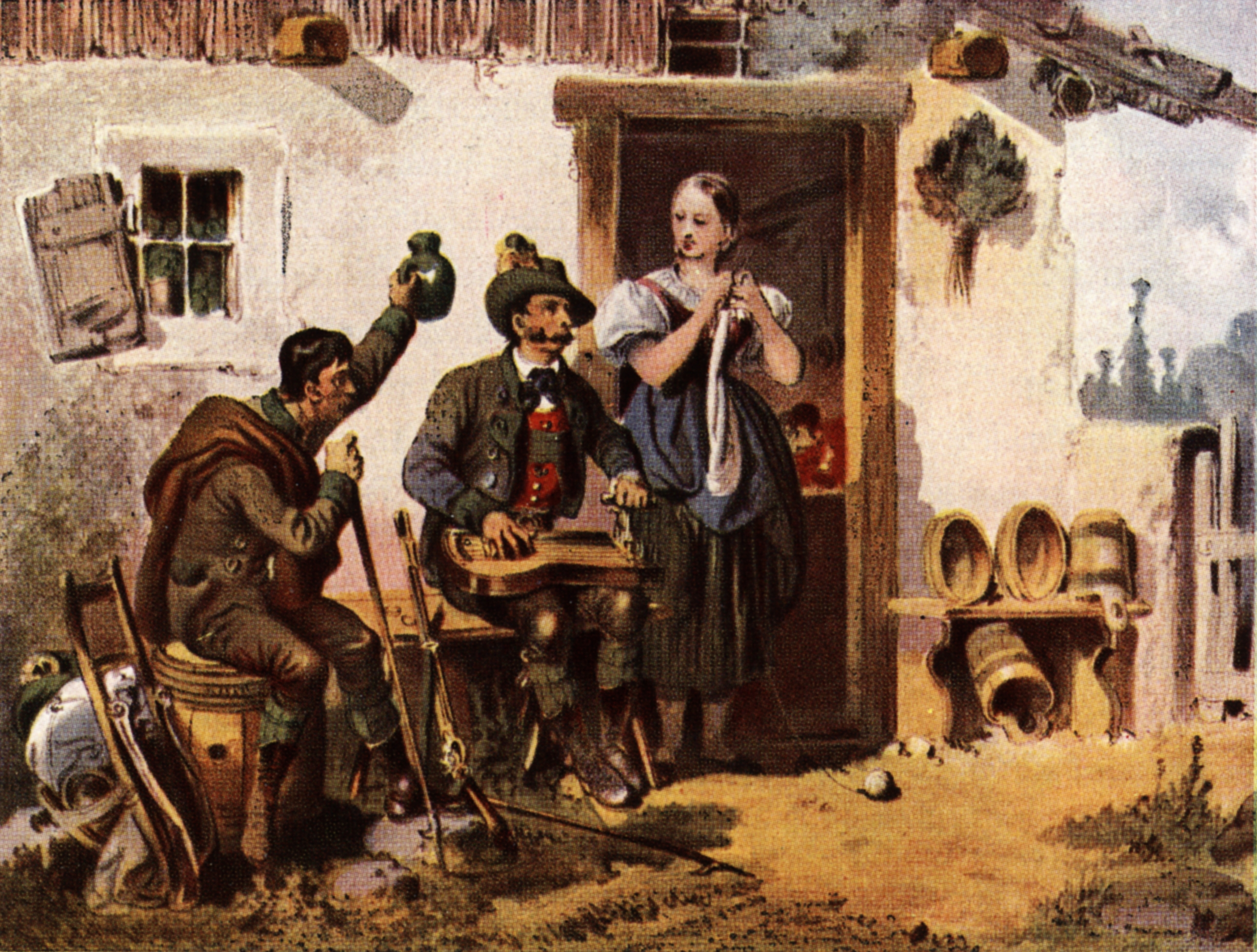
Цитрист у Штирії. Невідомий художник. Між 1780 та 1850 рр.
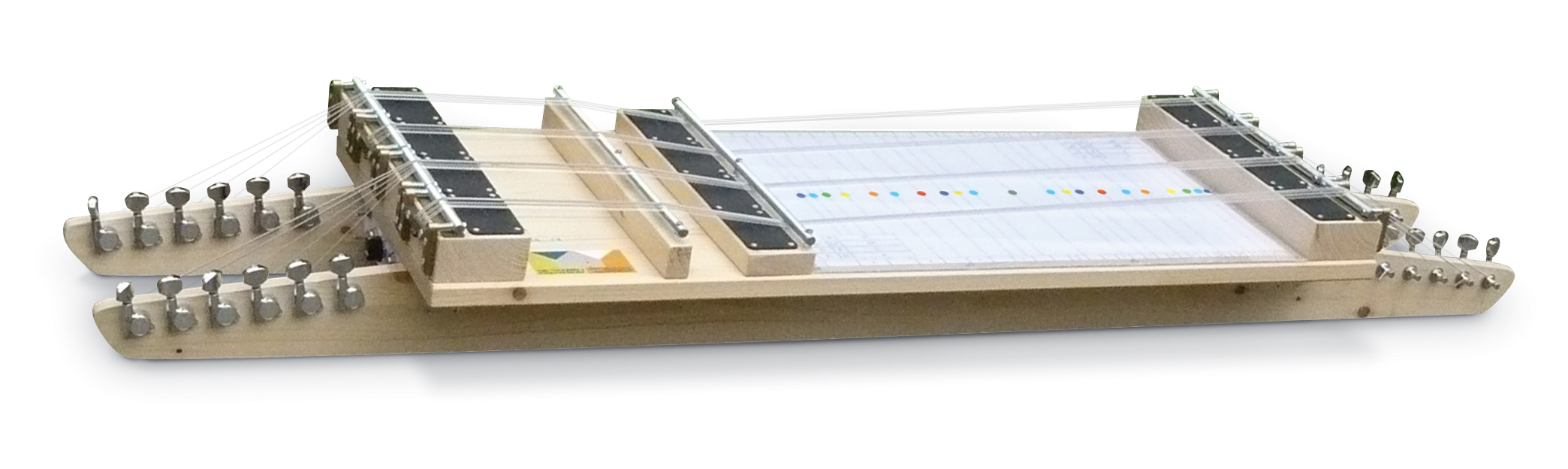
Електрична цитра Ліама Фінна